# Tegangser Laok
Tegangser Laok is een bestuurslaag in het regentschap Pamekasan van de provincie Oost-Java, Indonesië. Tegangser Laok telt 3967 inwoners (volkstelling 2010).